# Lac de Sobradinho
Le lac de Sobradinho est situé dans l'État de Bahia, du Nordeste Brésilien. Le lac a environ 320 km de long, une superficie de 4 214 km2 et une capacité de stockage de 34,1 kilomètres cubes. Il emmagasine l'eau du rio São Francisco, un des fleuves les plus importants et les plus abondants du pays.

## Situation
Il doit son nom à la localité de Sobradinho sur le territoire de laquelle le barrage a été construit. Les coordonnées approximatives du lac sont 9°30' de latitude sud, et 40°50' de longitude ouest. 

## Données chiffrées
- La longueur de ses rives est de 1690 kilomètres.
- L'étendue de son bassin versant est celle du rio São Francisco au niveau du barrage soit 498 425 km2.
- Le débit du fleuve est d'environ 3 090 mètres cubes par seconde à la sortie du barrage-lac.